# هیسایاسو ساتو
هیسایاسو ساتو (انگلیسی: Hisayasu Satō؛ زادهٔ ۱۵ اوت ۱۹۵۹) کارگردان فیلم، و فیلم‌نامه‌نویس اهل ژاپن است. وی از سال ۱۹۸۵ میلادی تاکنون مشغول فعالیت بوده‌است.